# 全仏オープン

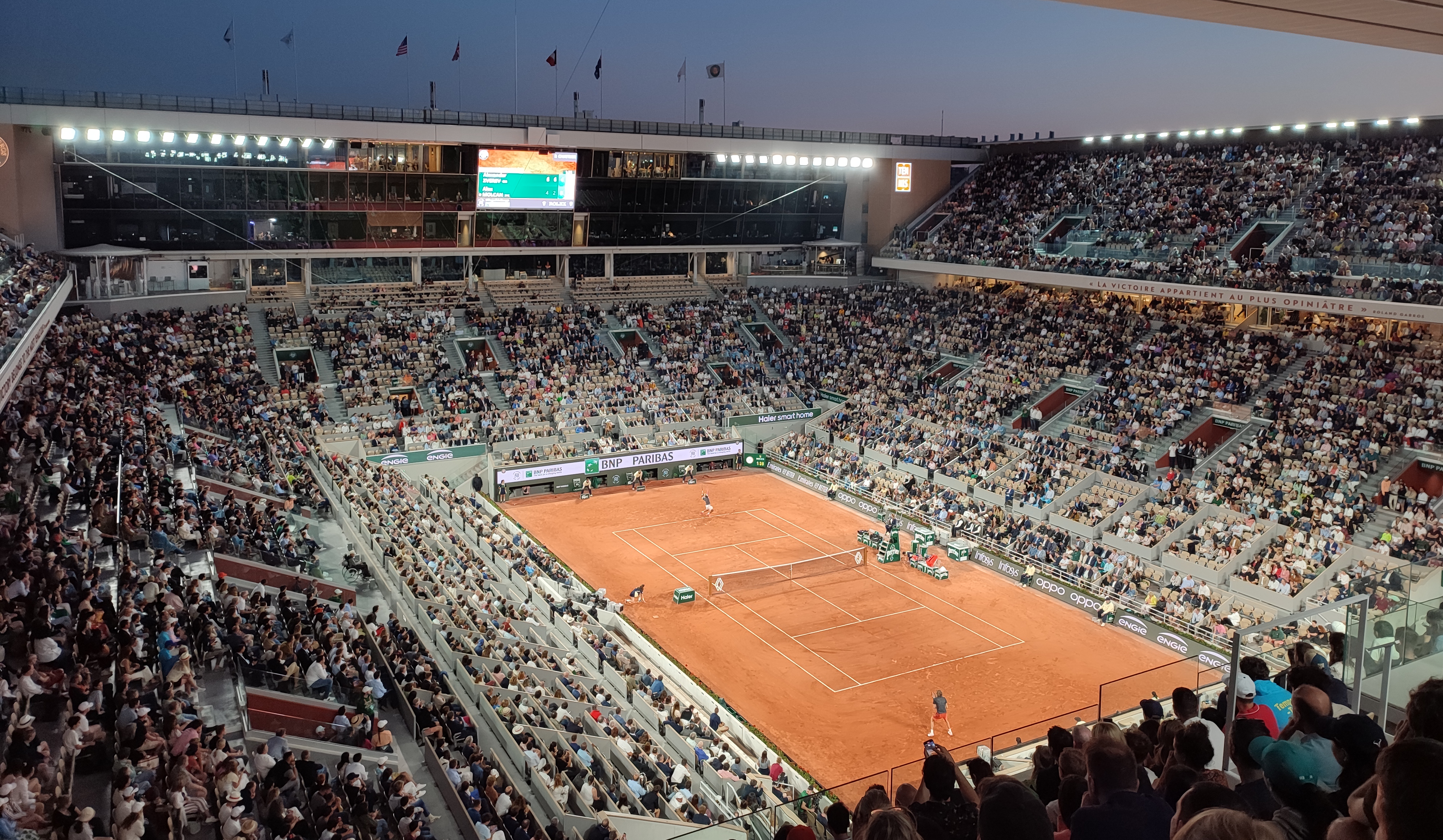
全仏オープンのセンターコート（コート・フィリップ・シャトリエ）

全仏オープン（ぜんふつオープン、フランス語: Les Internationaux de France de Tennis, Roland-Garros, 英語: The French Open）は、テニスの4大国際大会であるグランドスラムの一つである。5月末から6月初めにかけて、フランスの首都パリにあるブローニュの森に隣接するスタッド・ローラン・ギャロス（Stade Roland Garros）で開催される。大会の運営はフランステニス連盟（FFT）が行う。
飛行家ローラン・ギャロス（1888年 - 1918年）の功績を称えて、会場にはギャロスの名前が冠されている。そのため、本大会は「ローラン・ギャロス・トーナメント」（Le Tournoi de Roland Garros）とも呼ばれる。

## 概要
全仏オープンはグランドスラムで唯一、クレー(赤土＝レンガの粉)コートを用いることで知られている。
毎年の大会は展開が波乱に富み、上位シード選手の早期敗退も多い。たとえば、グランドスラム優勝回数14回で男子歴代4位(引退当時は歴代1位)のピート・サンプラスでも、全仏オープンだけは最後まで制覇できなかった。BIG3の一角であるロジャー・フェデラーですら優勝経験は1度のみである。歴代の男子シングルス優勝者には、同大会14度の優勝を誇るラファエル・ナダルのような「クレーコート・スペシャリスト」が優勝の大半を占める傾向があり、キャリア・グランドスラムを目指す最大の障壁となっている。
フランス人の観客の中で多くの選手はいわゆる「アウェイ」での戦いを強いられ、技術だけではなく強い精神力が勝敗を左右する。たとえば、地元フランスの選手との対戦では相手のアンフォーストエラーによる得点でも観客によるブーイングが起きることがある。最も過酷なトーナメントとも言われるグランドスラム大会である。
この大会は、場内アナウンス、審判のコールその他は全てフランス語で行われる。また、選手が優勝スピーチの一部をフランス語で行うことでも知られている。
この大会の結果を受けて更新される世界ランキングに基づいて出場選手が決められるため、オリンピックでテニスが復活して以降、オリンピック出場権は全仏オープン後のランキングで決定する。ランキングだけでは特定の国に選手が偏るため、1か国の出場枠が最大4人と決められており、強豪国の選手にとってはこの大会で勝ち抜くことがオリンピック出場権獲得のための絶対条件である。

## 歴史
- 1891年 - フランス選手権（Championnat de France）として創設された。最初は男子シングルスと男子ダブルスの2部門のみだった。
- 1897年 - 女子シングルス部門が追加された。
- 1902年 - 混合ダブルス部門が追加された。
- 1907年 - 女子ダブルス部門が追加された。
- 1915年～1919年 - 第一次世界大戦のため開催されず。
- 1925年 - それまではフランス人選手しか出場資格を得られなかったが、規約を改定して国際大会となった。正式な大会名を「フランス国際大会（Internationaux de France）」と改名した。
- 1928年 - 開催地がスタッド・ローラン・ギャロスに移転された。
- 1940年～1945年 - 第二次世界大戦のため開催されず。
  - フランステニス連盟はヴィシー政権下で1941年～1945年に開催された大会（en:Tournoi de France (tennis)）を認めていない。
- 1968年 - 四大大会で初のオープン大会となり、アマチュア・プロの別を問わず参加可能になった。
- 1995年 - センターコート「コート・フィリップ・シャトリエ」（Court Philippe-Chatrier）が増築された。
- 2007年 - 車いすテニス部門が追加された。詳細は、全仏オープン (車いすテニス)を参照。
- 2019年 - ショーコート「コート・シモーヌ・マチュー」（Court Simonne-Mathieu）が新設された[1]。
- 2020年 - 新型コロナウイルス感染症の影響により、開催が延期された[2][3][4]。
- 2021年 - 新型コロナウイルス感染症の影響で、開催が1週間延期された[5]。

## 過去10年のシングルス優勝者
| 年   | 男子                 | 女子                   | 備考 |
| ---- | -------------------- | ---------------------- | --- |
| 2016 | ノバク・ジョコビッチ | ガルビネ・ムグルサ     | ジョコビッチは、キャリア・グランドスラムを達成。また4大大会4連勝達成。 ムグルサは4大大会初優勝。                               |
| 2017 | ラファエル・ナダル   | エレナ・オスタペンコ   | ナダルは、10回目の優勝。 オスタペンコは女子では大会初のノーシードから4大大会初優勝。また、ツアー初優勝が4大大会となった。      |
| 2018 | ラファエル・ナダル   | シモナ・ハレプ         | ナダルは2年連続11回目の優勝。 ハレプは4大大会初優勝。                                                                          |
| 2019 | ラファエル・ナダル   | アシュリー・バーティ   | ナダルは3年連続12回目の優勝。 バーティは4大大会初優勝。                                                                        |
| 2020 | ラファエル・ナダル   | イガ・シフィオンテク   | ナダルは4年連続13回目の優勝。 シフィオンテクは4大大会初優勝。                                                                  |
| 2021 | ノバク・ジョコビッチ | バルボラ・クレイチコバ | ジョコビッチはダブルキャリア・グランドスラムを達成。 クレイチコバはシングルスでの4大大会初優勝。女子ダブルスとの2冠を達成。    |
| 2022 | ラファエル・ナダル   | イガ・シフィオンテク   | ナダルは男子史上最多の4大大会22回目の優勝。 シフィオンテクは2年ぶり2回目の優勝。                                               |
| 2023 | ノバク・ジョコビッチ | イガ・シフィオンテク   | ジョコビッチは男子史上最多の4大大会23回目の優勝とトリプルキャリア・グランドスラムを達成。 シフィオンテクは2年連続3回目の優勝。 |
| 2024 | カルロス・アルカラス | イガ・シフィオンテク   | アルカラスは初優勝。 シフィオンテクは3年連続4回目の優勝。                                                                      |
| 2025 | カルロス・アルカラス | コリ・ガウフ           | アルカラスは連覇達成。 ガウフは初優勝。                                                                                        |

## 記録

### 男子（1891年 - ）
| 記録名                      | 時代            | 選手名                                        | 記録値 | 年代 |
| --------------------------- | --------------- | --------------------------------------------- | ------ | --- |
| シングルス 最多優勝回数     | 1924年以前      | マックス・デキュジス                          | 8回    | 1903年 - 1904年、1907年 - 1909年、1912年 - 1914年 |
| シングルス 最多優勝回数     | 1925年 - 1967年 | アンリ・コシェ                                | 4回    | 1926年、1928年、1930年、1932年 |
| シングルス 最多優勝回数     | 1968年以後      | ラファエル・ナダル                            | 14回   | 2005年 - 2008年、2010年 - 2014年、2017年 - 2020年、2022年 |
| シングルス 最多連続優勝回数 | 1924年以前      | マックス・デキュジス                          | 3回    | 1907年 - 1909年と、1912年 - 1914年の2度 |
| シングルス 最多連続優勝回数 | 1925年 - 1967年 | フランク・パーカー                            | 2回    | 1948年 - 1949年 |
| シングルス 最多連続優勝回数 | 1925年 - 1967年 | ヤロスラフ・ドロブニー                        | 2回    | 1951年 - 1952年 |
| シングルス 最多連続優勝回数 | 1925年 - 1967年 | トニー・トラバート                            | 2回    | 1954年 - 1955年 |
| シングルス 最多連続優勝回数 | 1925年 - 1967年 | ニコラ・ピエトランジェリ                      | 2回    | 1959年 - 1960年 |
| シングルス 最多連続優勝回数 | 1968年以後      | ラファエル・ナダル                            | 5回    | 2010年 - 2014年 |
| ダブルス 最多優勝回数       | 1924年以前      | マックス・デキュジス                          | 14回   | 1902年 - 1914年、1920年 |
| ダブルス 最多優勝回数       | 1925年 - 1967年 | ロイ・エマーソン                              | 6回    | 1960年、1962年（ニール・フレーザー組）、1961年（ロッド・レーバー組）、 1963年（マニュエル・サンタナ組）、1964年（ケン・フレッチャー組）、1965年（フレッド・ストール組） |
| ダブルス 最多優勝回数       | 1968年以後      | ポール・ハーフース                            | 3回    | 1995年、1998年（ヤッコ・エルティン組）、2002年（エフゲニー・カフェルニコフ組）                                                                                          |
| ダブルス 最多優勝回数       | 1968年以後      | エフゲニー・カフェルニコフ                    | 3回    | 1996年 - 1997年（ダニエル・バチェク組）、2002年（ポール・ハーフース組）                                                                                                 |
| ダブルス 最多優勝回数       | 1968年以後      | リーンダー・パエス                            | 3回    | 1999年、2001年（マヘシュ・ブパシ組）、2009年（ルーカス・ドロウヒー組）                                                                                                  |
| ダブルス 最多優勝回数       | 1968年以後      | マックス・ミルヌイ                            | 3回    | 2005年、2006年（ヨナス・ビョークマン組）、2011年（ダニエル・ネスター組）                                                                                                |
| ダブルス 最多優勝回数       | 1968年以後      | ダニエル・ネスター                            | 3回    | 2007年（マーク・ノールズ組）、2010年（ネナド・ジモニッチ組）、2011年（マックス・ミルヌイ組）                                                                            |
| ダブルス 最多連続優勝回数   | 1924年以前      | マックス・デキュジス                          | 13回   | 1902年 - 1914年 |
| ダブルス 最多連続優勝回数   | 1925年 - 1967年 | ロイ・エマーソン                              | 6回    | 1960年 - 1965年 |
| ダブルス 最多連続優勝回数   | 1968年以後      | ジーン・メイヤー                              | 2回    | 1978年（ハンク・フィスター組） - 1979年（サンディ・メイヤー組） |
| ダブルス 最多連続優勝回数   | 1968年以後      | エフゲニー・カフェルニコフ ダニエル・バチェク | 2回    | 1996年 - 1997年 |
| ダブルス 最多連続優勝回数   | 1968年以後      | ヨナス・ビョークマン マックス・ミルヌイ       | 2回    | 2005年 - 2006年 |
| ダブルス 最多連続優勝回数   | 1968年以後      | ダニエル・ネスター                            | 2回    | 2010年（ネナド・ジモニッチ組） - 2011年（マックス・ミルヌイ組） |

### 優勝回数ランキング
| 選手                 | 回数 |
| -------------------- | ---- |
| ラファエル・ナダル   | 14   |
| マックス・デキュジス | 8    |
| ビヨン・ボルグ       | 6    |
| アンリ・コシェ       | 4    |
| André Vacherot       | 4    |
| Paul Aymé            | 4    |

## 優勝者一覧
- 全仏オープン男子シングルス優勝者一覧
- 全仏オープン女子シングルス優勝者一覧
- 全仏オープン男子ダブルス優勝者一覧
- 全仏オープン女子ダブルス優勝者一覧
- 全仏オープン混合ダブルス優勝者一覧

## 優勝賞金（男女シングルス）
| 大会       | 金額（男子）    | 金額（女子）    |
| ---------- | --------------- | --------------- |
| 1989年大会 | 29万1752USドル  | 25万7379USドル  |
| 1990年大会 | 37万0000USドル  | 29万3000USドル  |
| 2002年大会 | 78万0000ユーロ  | 76万0500ユーロ  |
| 2003年大会 | 84万0000ユーロ  | 81万9000ユーロ  |
| 2004年大会 | 86万0000ユーロ  | 83万8500ユーロ  |
| 2005年大会 | 88万0000ユーロ  | 86万7000ユーロ  |
| 2006年大会 | 94万0000ユーロ  | 94万0000ユーロ  |
| 2007年大会 | 100万0000ユーロ | 100万0000ユーロ |
| 2008年大会 | 100万0000ユーロ | 100万0000ユーロ |
| 2009年大会 | 106万0000ユーロ | 106万0000ユーロ |
| 2010年大会 | 112万0000ユーロ | 112万0000ユーロ |
| 2011年大会 | 120万0000ユーロ | 120万0000ユーロ |
| 2012年大会 | 125万0000ユーロ | 125万0000ユーロ |
| 2013年大会 | 150万0000ユーロ | 150万0000ユーロ |
| 2014年大会 | 165万0000ユーロ | 165万0000ユーロ |
| 2015年大会 | 180万0000ユーロ | 180万0000ユーロ |
| 2016年大会 | 200万0000ユーロ | 200万0000ユーロ |
| 2017年大会 | 210万0000ユーロ | 210万0000ユーロ |
| 2018年大会 | 220万0000ユーロ | 220万0000ユーロ |
| 2019年大会 | 230万0000ユーロ | 230万0000ユーロ |

## 優勝トロフィー
全仏オープンの優勝カップは、男子は「クープ・デ・ムスクテール (fr:Coupe des Mousquetaires; 四銃士杯、1981年制作)、女子は「クープ・スザンヌ・ランラン (fr:Coupe Suzanne-Lenglen、1925年制作)と呼ばれる。オリジナルはFFT本部に保管され、通常は優勝者の表彰式の時にだけ外に出される。優勝者はオリジナルのカップに触れることはできるが、記念として渡されるのは一回り小さく作られたレプリカである。

## テレビ放送
フランス国内ではフランス・tv（予選はネット放送のみ、2027年まで）とPrime Video（ネット放送（ナイトセッションと2023年までのコート・シモーヌ・マチュー））で、アメリカ国内ではTNTスポーツなどで放映されている。
日本では2025年現在、衛星波でWOWOWが放映権を持っている。また、WOWOWオンデマンド(ネット放送)も同時に行われている。
2021年までは地上波としてはテレビ東京も放映されていた。なお、民放局ではテニスの四大大会を中継していたのはテレビ東京が唯一でもあった。
テレビ東京では1983年から2021年まで日本勢の一部試合などを中心に放送。2007年までは基本的に男女シングルス4回戦以降から準決勝・決勝をメインに放送。前半戦の試合は2006年までは前半ハイライトとして放送していた。放送再開した2014年-2019年までは一部の試合は生中継で放映されていた。しかし、試合開始等の時間が読めない状況の中、雨天中断などを理由に長時間放送されることが度々発生したり、更には対戦する相手の選手がアクシデントで棄権し不戦勝試合で放送取りやめになったケースがあった。そのためか通常の番組編成に大きな障害が生じた。テニス中継の放送時間延長や放送時間変更の影響で夜から明け方にかけての一部の通常番組が時間繰り下げ・番組休止（翌週に延期）されることがあった。2017年については、『世界卓球』と同じ時期に開催だったため、『テレ東スポーツ祭』として放送された。2020年・2021年は、コロナ禍の影響で放送規模を縮小し、日本勢の試合については深夜の時間帯に録画「撮って出し」もしくはハイライトで対応された。
基本的にテレビ東京のアナウンサーがメイン実況を担当していたが、2006年大会のみは系列局のテレビ大阪のアナウンサーが1名派遣していた。2015年～2019年までは現地に特設スタジオを設け、MCに滝川クリステルが担当していた。
2016年大会時に、豪雨による落雷の影響でTVエリアの電源が全て落ちる事態となり、会場自体の電波の映像や世界中の中継が行えられなくなってしまう事態が発生した。この際、テレビ東京だけの回線だけが唯一繋がっており、各国の放送局がテレビ東京が用意した特設スタジオを使ったケースがある。